# Camptopteroides armata
Camptopteroides armata är en stekelart som beskrevs av Gennaro Viggiani 1974. Camptopteroides armata ingår i släktet Camptopteroides och familjen dvärgsteklar. Inga underarter finns listade.